# نات‌بوش (تنسی)
نات‌بوش (به انگلیسی: Nutbush) یک منطقهٔ مسکونی در ایالات متحده آمریکا است که در شهرستان هیوود، تنسی واقع شده‌است. نات‌بوش ۲۵۹ نفر جمعیت دارد و ۱۰۹ متر بالاتر از سطح دریا واقع شده‌است.